# Jiří Zikmund z Lamberka
Svobodný pán Jiří Zikmund z Lambergu, počeštěně též z Lamberka (německy Georg Sigismund Freiherr von Lamberg, 14. dubna 1565 – 5. května 1631 nebo 1632, Kitzbühel) byl rakouský šlechtic z rodu Lambergů, zakladatel knížecí linie rodu původem z Korutan a Kraňska, pán z Lambergu.

## Život
Narodil se jako syn Zikmunda z Lamberka a jeho první manželky Siguny Eleonory Fuggerové.
V roce 1598 se stal říšským dvorním radou, v roce 1605 zemským hejtmanem v Horních Rakousích, o dva roky později nejvyšším dvorním hofmistrem Anny Tyrolské, manželky císaře Matyáše. V roce 1614 byl jmenován purkrabím Steyru a tento úřad vykonával až do roku 1631. Mezitím v roce 1619 získal od císaře Ferdinand II. půjčku a prostřednictvím dlužního úpisu z 21. prosince získal hrad a panství Steyer, jehož hodnota v té době byla asi 400 000 florinů. Kromě toho Jiří Zikmund zakoupil také panství Amerang v Bavorsku a Kitzbühel v Tyrolsku a stal se zakladatelem knížecí linie.

### Manželství a potomstvo
Jiří Zikmund byl třikrát ženat. Jeho první manželkou byla Sophie Altová, druhou manželkou Eva z Neudeggu a třetí ženou se stala Johana z knížecího rodu della Scala, vdova po Zikmundovi II. z Ditrichštejna. Z jeho tří manželství se narodilo celkem čtrnáct dětí.
Jelikož jeho třetí manželka pocházela z významného rodu Scaligerů (della Scala), získal Jiří Zikmund od císaře povolení používat rodový znak Scaligerů (stříbrný /zlatý/ žebřík ze dvou stran podpíraný stříbrnými psy v červeném poli) a motto Via ad superos semper altius.
Z jeho synů se jako státník proslavil hrabě Jan Maxmilián, jeden z nejvýznamnějších členů rodu Lambergů.